# Calytrix gomphrenoides
Calytrix gomphrenoides är en myrtenväxtart som beskrevs av M.D.Barrett och Lyndley Alan Craven. Calytrix gomphrenoides ingår i släktet Calytrix och familjen myrtenväxter.
Artens utbredningsområde är Western Australia. Inga underarter finns listade i Catalogue of Life.